# María Sánchez Lorenzo
María Antonia Sánchez Lorenzo es una extenista profesional nacida el 7 de noviembre de 1977 en Salamanca, España.
La tenista salmantina ha ganado varios títulos del circuito challenger y 1 del circuito profesional.WTA. Se retira del deporte profesional en 2006.

## Títulos (1; 1+0)

### Individuales (1)
| Leyenda               |
| Grand Slam (0)        |
| WTA Championships (0) |
| Tier I (0)            |
| WTA Tour (1)          |

| N.º | Fecha                | Torneo       | Superficie    | Oponente en la final | Resultado      |
| --- | -------------------- | ------------ | ------------- | -------------------- | -------------- |
| 1.  | 14 de agosto de 1999 | Knokke-Heist | Tierra batida | Denisa Chládková     | 6-7(2) 6-4 6-2 |

### Finalista en individuales (2)
- 2003: Barcelona (pierde ante Chanda Rubin).
- 2004: Bogotá (pierde ante Fabiola Zuluaga).

### Clasificación en torneos del Grand Slam
| Torneo            | 2006 | 2005 | 2004 | 2003 | 2002 | 2001 | 2000 | 1999 | 1998 | 1997 | 1996 | 1995 | 1994 | Títulos |
| ----------------- | ---- | ---- | ---- | ---- | ---- | ---- | ---- | ---- | ---- | ---- | ---- | ---- | ---- | ------- |
| Australian Open   | 3r   | 1r   | 1r   | 1r   | -    | 1r   | 1r   | 4r   | 1r   | 1r   | 2r   | -    | -    | 0       |
| Roland Garros     | 1r   | 2r   | 2r   | 3r   | -    | 1r   | 1r   | 3r   | 1r   | -    | 2r   | -    | -    | 0       |
| Wimbledon         | 1r   | 2r   | 2r   | 1r   | 1r   | -    | 1r   | 3r   | 1r   | 2r   | 1r   | -    | -    | 0       |
| US Open           | 1r   | 2r   | 1r   | 3r   | -    | -    | 2r   | 2r   | 1r   | 1r   | 1r   | -    | -    | 0       |
| WTA Championships | -    | -    | -    | -    | -    | -    | -    | -    | -    | -    | -    | -    | -    | 0       |

### Finalista en dobles (3)
- 1999: Sopot (junto a Gala León pierden ante Laura Montalvo y Paola Suárez).
- 2000: Madrid (junto a Gala León pierden ante Lisa Raymond y Rennae Stubbs).
- 2006: Estoril (junto a Gisela Dulko pierden ante Ting Li y Tiantian Sun).